# Punch (cigares)
Pour les articles homonymes, voir Punch.
 (septembre 2017).
Si vous disposez d'ouvrages ou d'articles de référence ou si vous connaissez des sites web de qualité traitant du thème abordé ici, merci de compléter l'article en donnant les références utiles à sa vérifiabilité et en les liant à la section « Notes et références ».
Punch est une marque de cigares cubains classée dans le milieu supérieur (medio alto) de la pyramide des marques selon la société Habanos S.A. qui la commercialise.

## Histoire de la marque
Punch fut créée en 1840 par Miguel Lopez, apparemment en association avec un Allemand immigré, du nom de Stockmann, qui dépose la marque. Le nom de celle-ci emprunte le titre d'un journal satirique britannique très diffusé à l'époque. Le marché recherché est en effet le marché anglais et, de nos jours encore, la marque est plus connue et diffusée au Royaume-Uni qu'ailleurs en Europe.
La manufacture est alors installée rue Gervasio à La Havane. En 1874, la marque est rachetée par Luis Corujo, qui la cède dix ans plus tard. Les propriétaires vont se succéder jusque dans les années 1930, lorsque la marque est rachetée par Fernandez y Palacio y Cia, déjà propriétaire des marques Hoyo de Monterrey, Belinda et La Escepcion.
Le clown figurant sur les boites de cigares Punch est le personnage du même nom, héros principal de la revue anglaise qui a inspiré les fondateurs de la marque.

## Gamme
- Double Corona (Ø 2,0 cm L 19,4 cm)

- Super Selection n°1 (Ø 1,7 cm L 15,5 cm) - Arrêté en 2009

- Punch Punch (Corona extra, Ø 1,8 cm L 14,3 cm)

- Royal Selection n°11 	(Ø 1,8 cm L 14,3 cm)  - Arrêté en 2010

- Royal Selection n°12 	(Mareva, Ø 1,7 cm L 12,9 cm)  - Arrêté en 2009
- Coronations (Petit Corona)
- Petit Coronations (Petit Corona)
- Punch 48 (Grand Corona)
- Short de Punch (Petit Robusto)